# Nova Monte Verde
Nova Monte Verde is een gemeente in de Braziliaanse deelstaat Mato Grosso. De gemeente telt 8.602 inwoners (schatting 2009).
De gemeente grenst aan Alta Floresta, Paranaíta, Apiacás, Nova Bandeirantes en Juara.